# Miriam Rodríguez Martínez
 Miriam Elizabeth Rodríguez Martínez  (* 5. Februar 1960 in San Fernando, Tamaulipas; † 10. Mai 2017 ebenda) war eine mexikanische Menschenrechtsaktivistin. Nach der Entführung und Ermordung ihrer Tochter wurde sie zur Mitbegründerin einer Vereinigung von Angehörigen verschwundener Personen, die ein Eingreifen des Staates forderte.

## Leben
Miriam Elizabeth Rodríguez Martínez verbrachte ihr Leben in ihrem Geburtsort San Fernando im mexikanischen Bundesstaat Tamaulipas, der als einer der gefährlichsten Staaten Mexikos mit der höchsten Zahl an Verschwundenen gilt. Nachdem 2012 ihre 16-jährige Tochter Karen Alejandra Salinas Rodríguez entführt worden war, begann sie angesichts der Inaktivität der Behörden eine Suche mit eigenen Mitteln. So fand sie 2014 den Leichnam ihrer Tochter in einem unmarkierten Grab. In der Folge gelang es ihr über mehrere Jahre, etliche der an der Entführung und Tötung ihrer Tochter Beteiligten aufzuspüren. Auf ihre Hinweise hin wurden diese dann von der Polizei verhaftet und später verurteilt.
Neben der Suche nach den Mördern ihrer Tochter begann Miriam Rodríguez, auch andere Eltern, deren Kinder verschwunden waren, bei deren Suche zu unterstützen. Sie gab den Anstoß für die Gründung der Organisation Colectivo de Desaparecidos (Kollektiv für die Verschwundenen), in der rund 600 betroffene Familien vertreten waren.
Aufgrund ihrer Aktivitäten erhielt Rodríguez Morddrohungen von kriminellen Organisationen. In Interviews beklagte sie, dass sie keinen Schutz durch die lokalen Behörden erhalten habe.
Am 10. Mai 2017, dem mexikanischen Muttertag, wurde sie in ihrem Haus durch mehrere Schüsse schwer verletzt. Sie verstarb auf dem Weg ins Krankenhaus.
Nach dem Tod von Miriam Rodríguez veröffentlichte das Büro des Hohen Kommissars für Menschenrechte der UNO eine Erklärung, in der ihre brutale Ermordung verurteilt wurde und in der die mexikanische Regierung aufgefordert wurde, „eine faire und unparteiische Untersuchung dieses Falles durchzuführen und gegen die vorherrschende Straflosigkeit vorzugehen, die solche Angriffe auf Menschenrechtsverteidiger ermöglicht.“
Film
Der Film La Civil (Die Zivilistin) der rumänisch-belgischen Regisseurin Teodora Ana Mihai und des mexikanischen Drehbuchautors Habacuc Antonio de Rosario schildert das Leben und den Kampf Miriam Rodríguez’. Er wurde 2021 bei den Filmfestspielen von Cannes präsentiert und gewann den Courage Preis.